# Neolloydia matehualensis
Neolloydia matehualensis là một loài thực vật có hoa trong họ Cactaceae. Loài này được Backeb. mô tả khoa học đầu tiên.